# Bilan saison par saison des Devils du New Jersey
Les Devils du New Jersey sont une franchise de la Ligue nationale de hockey depuis la saison 1982-1983 de la LNH et le déménagement des Rockies du Colorado.

Cette page retrace les résultats de l'équipe depuis cette première saison.

## Résultats
| Saison            | PJ             | V              | D              | N              | DP             | DTB            | BP             | BC             | Pts            | Classement                 | Séries éliminatoires                                                                 | Entraîneur                               |
| ----------------- | -------------- | -------------- | -------------- | -------------- | -------------- | -------------- | -------------- | -------------- | -------------- | -------------------------- | ------------------------------------------------------------------------------------ | ---------------------------------------- |
| 1982-1983         | 80             | 17             | 49             | 14             | —              | —              | 230            | 338            | 48             | 5e division Patrick        | Non qualifiés                                                                        | Bill MacMillan                           |
| 1983-1984         | 80             | 17             | 56             | 7              | —              | —              | 231            | 350            | 41             | 5e division Patrick        | Non qualifiés                                                                        | Bill MacMillan Tom McVie                 |
| 1984-1985         | 80             | 22             | 48             | 10             | —              | —              | 264            | 346            | 54             | 5e division Patrick        | Non qualifiés                                                                        | Doug Carpenter                           |
| 1985-1986         | 80             | 28             | 49             | 3              | —              | —              | 300            | 374            | 59             | 6e division Patrick        | Non qualifiés                                                                        | Doug Carpenter                           |
| 1986-1987         | 80             | 29             | 45             | 6              | —              | —              | 293            | 368            | 64             | 6e division Patrick        | Non qualifiés                                                                        | Doug Carpenter                           |
| 1987-1988         | 80             | 38             | 36             | 6              | —              | —              | 295            | 296            | 82             | 4e division Patrick        | 4-2 Islanders 4-3 Capitals 3-4 Bruins                                                | Doug Carpenter Jim Schoenfeld            |
| 1988-1989         | 80             | 27             | 41             | 12             | —              | —              | 281            | 325            | 66             | 5e division Patrick        | Non qualifiés                                                                        | Jim Schoenfeld                           |
| 1989-1990         | 80             | 37             | 34             | 9              | —              | —              | 295            | 288            | 83             | 2e division Patrick        | 2-4 Capitals                                                                         | Jim Schoenfeld John Cunniff              |
| 1990-1991         | 80             | 32             | 33             | 15             | —              | —              | 272            | 264            | 79             | 4e division Patrick        | 3-4 Penguins                                                                         | John Cunniff Tom McVie                   |
| 1991-1992         | 80             | 38             | 31             | 11             | —              | —              | 289            | 259            | 87             | 4e division Patrick        | 3-4 Rangers                                                                          | Tom McVie                                |
| 1992-1993         | 84             | 40             | 37             | 7              | —              | —              | 308            | 299            | 87             | 4e division Patrick        | 1-4 Penguins                                                                         | Herb Brooks                              |
| 1993-1994         | 84             | 47             | 25             | 12             | —              | —              | 306            | 220            | 106            | 2e division Atlantique     | 4-3 Sabres 4-2 Bruins 3-4 Rangers                                                    | Jacques Lemaire                          |
| 1994-1995         | 48             | 22             | 18             | 8              | —              | —              | 136            | 121            | 52             | 2e division Atlantique     | 4-1 Bruins 4-1 Penguins 4-2 Flyers 4-0 Red Wings Champions de la Coupe Stanley       | Jacques Lemaire                          |
| 1995-1996         | 82             | 37             | 33             | 12             | —              | —              | 215            | 202            | 86             | 6e division Atlantique     | Non qualifiés                                                                        | Jacques Lemaire                          |
| 1996-1997         | 82             | 45             | 23             | 14             | —              | —              | 231            | 182            | 104            | 1er division Atlantique    | 4-1 Canadiens 1-4 Rangers                                                            | Jacques Lemaire                          |
| 1997-1998         | 82             | 48             | 23             | 11             | —              | —              | 225            | 166            | 107            | 1er division Atlantique    | 2-4 Senators                                                                         | Jacques Lemaire                          |
| 1998-1999         | 82             | 47             | 24             | 11             | —              | —              | 248            | 196            | 105            | 1er division Atlantique    | 3-4 Penguins                                                                         | Robbie Ftorek                            |
| 1999-2000         | 82             | 45             | 24             | 8              | 5              | —              | 251            | 203            | 103            | 2e division Atlantique     | 4-0 Panthers 4-2 Maple Leafs 4-3 Flyers 4-2 Stars Champions de la Coupe Stanley      | Robbie Ftorek Larry Robinson             |
| 2000-2001         | 82             | 48             | 19             | 12             | 3              | —              | 295            | 195            | 111            | 1er division Atlantique    | 4-2 Hurricanes 4-3 Maple Leafs 4-1 Penguins 3-4 Avalanche                            | Larry Robinson                           |
| 2001-2002         | 82             | 41             | 28             | 9              | 4              | —              | 205            | 187            | 95             | 3e division Atlantique     | 2-4 Hurricanes                                                                       | Larry Robinson Kevin Constantine         |
| 2002-2003         | 82             | 46             | 20             | 10             | 6              | —              | 216            | 166            | 108            | 1er division Atlantique    | 4-1 Bruins 4-1 Lightning 4-3 Senators 4-3 Mighty Ducks Champions de la Coupe Stanley | Pat Burns                                |
| 2003-2004         | 82             | 43             | 25             | 12             | 2              | —              | 213            | 164            | 100            | 2e division Atlantique     | 1-4 Flyers                                                                           | Pat Burns                                |
| 2004-2005         | Saison annulée | Saison annulée | Saison annulée | Saison annulée | Saison annulée | Saison annulée | Saison annulée | Saison annulée | Saison annulée | Saison annulée             | Saison annulée                                                                       | Saison annulée                           |
| 2005-2006         | 82             | 46             | 27             | —              | 5              | 4              | 242            | 229            | 101            | 1er division Atlantique    | 4-0 Rangers 1-4 Hurricanes                                                           | Larry Robinson Lou Lamoriello            |
| 2006-2007         | 82             | 49             | 24             | —              | 1              | 8              | 216            | 201            | 107            | 1er division Atlantique    | 4-2 Lightning 1-4 Sénateurs                                                          | Claude Julien Lou Lamoriello             |
| 2007-2008         | 82             | 46             | 29             | —              | 3              | 4              | 206            | 197            | 99             | 2e division Atlantique     | 1-4 Rangers                                                                          | Brent Sutter                             |
| 2008-2009         | 82             | 51             | 27             | —              | 2              | 2              | 244            | 209            | 106            | 1er division Atlantique    | 3-4 Hurricanes                                                                       | Brent Sutter                             |
| 2009-2010         | 82             | 48             | 27             | —              | 2              | 5              | 222            | 191            | 103            | 1er division Atlantique    | 1-4 Flyers                                                                           | Jacques Lemaire                          |
| 2010-2011         | 82             | 38             | 39             | —              | 3              | 2              | 174            | 209            | 81             | 4e division Atlantique     | Non qualifiés                                                                        | John MacLean Jacques Lemaire             |
| 2011-2012         | 82             | 48             | 28             | —              | 2              | 4              | 228            | 202            | 102            | 4e division Atlantique     | 4-3 Panthers 4-1 Flyers 4-2 Rangers 2-4 Kings                                        | Peter DeBoer                             |
| 2012-2013         | 48             | 19             | 19             | —              | 3              | 7              | 112            | 129            | 48             | 5e division Atlantique     | Non qualifiés                                                                        | Peter DeBoer                             |
| 2013-2014         | 82             | 35             | 29             | —              | 5              | 13             | 197            | 208            | 88             | 6e division Métropolitaine | Non qualifiés                                                                        | Peter DeBoer                             |
| 2014-2015         | 82             | 32             | 36             | —              | 7              | 7              | 181            | 216            | 78             | 7e division Métropolitaine | Non qualifiés                                                                        | Peter DeBoer Scott Stevens et Adam Oates |
| 2015-2016         | 82             | 38             | 36             | —              | 2              | 6              | 184            | 208            | 84             | 7e division Métropolitaine | Non qualifiés                                                                        | John Hynes (en)                          |
| 2016-2017         | 82             | 28             | 40             | —              |                |                | 183            | 244            | 70             | 8e division Métropolitaine | Non qualifiés                                                                        | John Hynes                               |
| 2017-2018         | 82             | 44             | 29             | —              |                |                | 248            | 244            | 97             | 5e division Métropolitaine | 1-4 Lightning                                                                        | John Hynes                               |
| 2018-2019         | 82             | 31             | 41             | —              |                |                | 222            | 275            | 72             | 8e division Métropolitaine | Non qualifiés                                                                        | John Hynes                               |
| 2019-2020         | 69             | 28             | 29             | —              |                |                | 189            | 230            | 68             | 8e division Métropolitaine | Non qualifiés                                                                        | John Hynes Alain Nasreddine              |
| 2020-2021 Détails | 56             | 198            | 30             | —              |                |                | 145            | 194            | 458            | 7e division Est            | Non qualifiés                                                                        | Lindy Ruff                               |